# 마에다 레나
마에다 레나(일본어: 前田 玲奈 まえだ れな[*], 1989년 4월 28일 ~ )는 일본의 여성 성우. 후쿠오카현 출신. 스테이 럭 소속.